# Тепло-Троицкое
Тепло-Тро́ицкое — село в Дальнеконстантиновском районе Нижегородской области. Входит в состав Богоявленского сельсовета.
История населённого пункта берёт отсчёт в конце XVI века, как починка Тёплый, упоминаемого в сказке о пришлых крестьянах Терюшевской волости 1693 года.
В селе располагается каменная церковь в честь Святой Троицы, построенная в 1813 году. Её придел был освящён в честь Николая Чудотворца. Неподалёку от храма расположен источник в честь Святой Троицы.
Родина Героя Советского Союза Юрина Бориса Андреевича.